# Oinville-sur-Montcient
Oinville-sur-Montcient [wɛ̃vil syʁ mɔ̃sjɑ̃] est une commune du département des Yvelines, dans la région Île-de-France, en France.
Ses habitants sont appelés les Oinvillois.

## Géographie

Localisation de Oinville-sur-Montcient dans les Yvelines.

### Localisation
Commune rurale dans le sud du Vexin français située à 14 km environ au nord-est de Mantes-la-Jolie et à 6 km au nord-ouest de Meulan-en-Yvelines.
Oinville-sur-Montcient est incluse dans le périmètre du parc naturel régional du Vexin français.

### Hydrographie
- La Montcient, petite rivière, affluent de la rive droite de l'Aubette de Meulan, sous-affluent de la Seine.

### Communes limitrophes
| Montalet-le-Bois | Jambville              | Seraincourt Val-d'Oise |
| Brueil-en-Vexin  | Oinville-sur-Montcient |                        |
|                  | Juziers                | Mézy-sur-Seine         |

### Voies de communication et transports
À l'écart des grands axes, la commune est desservie par la route D 913 qui relie Meulan-en-Yvelines à Vétheuil.

### Climat
Pour des articles plus généraux, voir Climat de l'Île-de-France et Climat des Yvelines.
En 2010, le climat de la commune est de type climat océanique dégradé des plaines du Centre et du Nord, selon une étude du CNRS s'appuyant sur une série de données couvrant la période 1971-2000. En 2020, Météo-France publie une typologie des climats de la France métropolitaine dans laquelle la commune est exposée à un climat océanique et est dans la région climatique Sud-ouest du bassin Parisien, caractérisée par une faible pluviométrie, notamment au printemps (120 à 150 mm) et un hiver froid (3,5 °C).
Pour la période 1971-2000, la température annuelle moyenne est de 11,1 °C, avec une amplitude thermique annuelle de 14,7 °C. Le cumul annuel moyen de précipitations est de 680 mm, avec 10 jours de précipitations en janvier et 8 jours en juillet. Pour la période 1991-2020, la température moyenne annuelle observée sur la station météorologique la plus proche, située sur la commune de Maule à 12 km à vol d'oiseau, est de 11,8 °C et le cumul annuel moyen de précipitations est de 677,0 mm,. Pour l'avenir, les paramètres climatiques de la commune estimés pour 2050 selon différents scénarios d'émission de gaz à effet de serre sont consultables sur un site dédié publié par Météo-France en novembre 2022.

## Urbanisme

### Typologie
Au 1er janvier 2024, Oinville-sur-Montcient est catégorisée bourg rural, selon la nouvelle grille communale de densité à sept niveaux définie par l'Insee en 2022.
Elle est située hors unité urbaine. Par ailleurs la commune fait partie de l'aire d'attraction de Paris, dont elle est une commune de la couronne,. Cette aire regroupe 1 929 communes,.

### Occupation des solssimplifiée
Le territoire de la commune se compose en 2017 de 77,8 % d'espaces agricoles, forestiers et naturels, 7,59 % d'espaces ouverts artificialisés et 14,61 % d'espaces construits artificialisés.

## Toponymie
Le nom de la localité est attesté sous les formes Undoni villam en 990, Oenis villa, Oienvilla, Oenvilla, Oeienvilla, Adoenivilla.
Il s'agit d'une formation toponymique médiévale en -ville au sens ancien de « domaine rural », élément précédé d'un anthroponyme selon le cas général.
Albert Dauzat et à sa suite Ernest Nègre identifient le nom de personne germanique Undo,.
La Montcient est une petite rivière, affluent de la rive droite de l'Aubette de Meulan, sous-affluent de la Seine.

## Histoire
- Propriété des seigneurs d'Oinville jusqu'à la fin du XVIIe siècle.

## Politique et administration

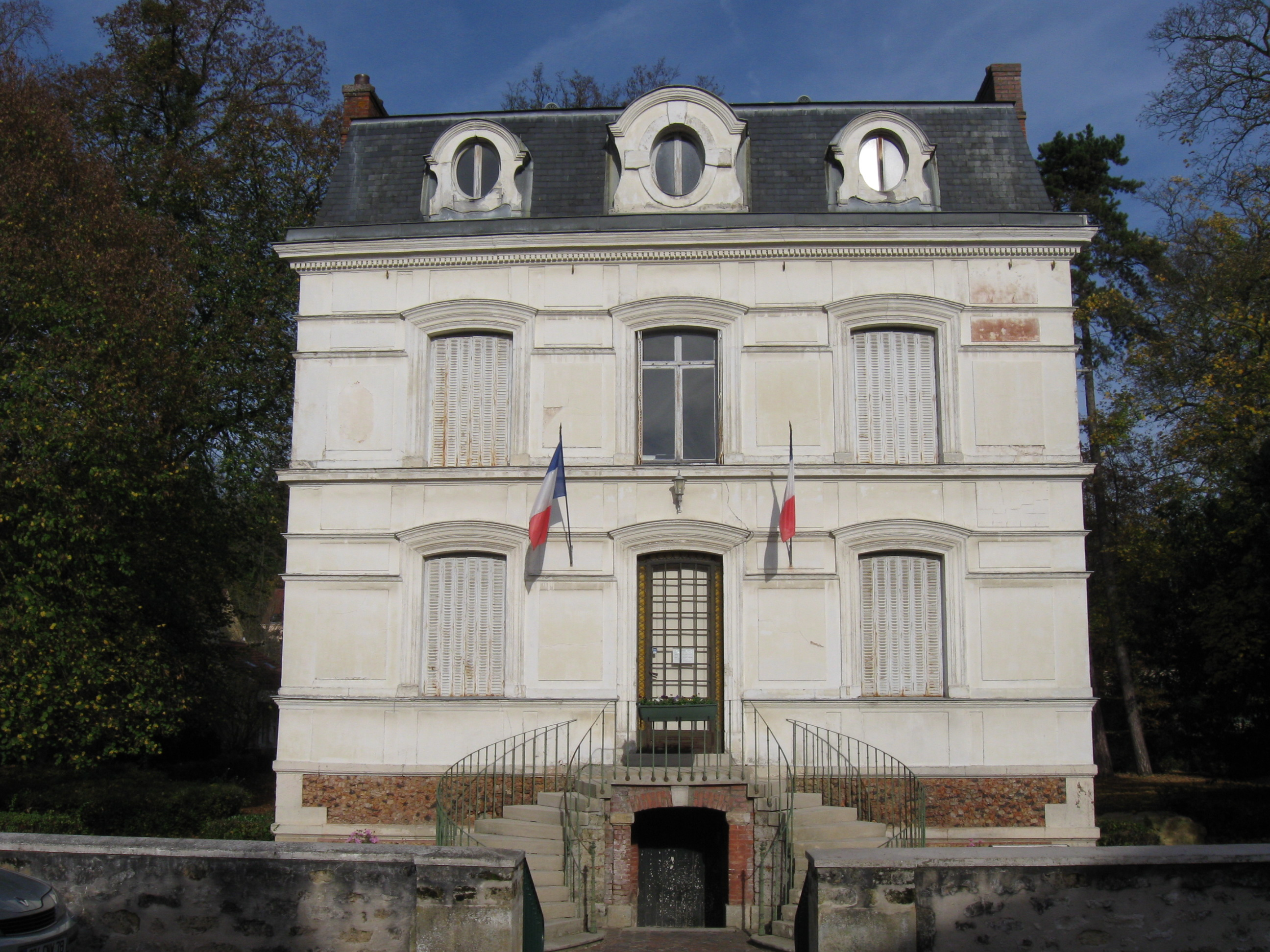
La mairie.

### Les maires de Oinville-sur-Montcient
| Période                                  | Période  | Identité             | Étiquette | Qualité |
| ---------------------------------------- | -------- | -------------------- | --------- | ------- |
| Les données manquantes sont à compléter. |          |                      |           |         |
| mars 2001                                | 2005     | Jean-Pierre Thoirain |           |         |
| décembre 2005                            | En cours | Stéphane Jeanne,     |           |         |

### Instances administratives et judiciaires
La commune de Oinville-sur-Montcient appartient au canton de Limay et est rattachée à la communauté urbaine Grand Paris Seine et Oise. Elle est aussi incluse dans le territoire de l'opération d'intérêt national Seine-Aval.
Sur le plan électoral, la commune est rattachée à la huitième circonscription des Yvelines, circonscription mi-rurale, mi-urbaine du nord-ouest des Yvelines centrée autour de la ville de Mantes-la-Jolie, dont le député est Benjamin Lucas (Génération.s).
Sur le plan judiciaire, Oinville-sur-Montcient fait partie de la juridiction d’instance de Mantes-la-Jolie et, comme toutes les communes des Yvelines, dépend du tribunal de grande instance ainsi que de tribunal de commerce sis à Versailles,.

## Population et société

### Démographie

#### Évolution démographique
L'évolution du nombre d'habitants est connue à travers les recensements de la population effectués dans la commune depuis 1793. Pour les communes de moins de 10 000 habitants, une enquête de recensement portant sur toute la population est réalisée tous les cinq ans, les populations de référence des années intermédiaires étant quant à elles estimées par interpolation ou extrapolation. Pour la commune, le premier recensement exhaustif entrant dans le cadre du nouveau dispositif a été réalisé en 2007.

En 2022, la commune comptait 1 113 habitants, en évolution de +2,87 % par rapport à 2016 (Yvelines : +2,72 %, France hors Mayotte : +2,11 %).
| 1793 | 1800 | 1806 | 1821 | 1831 | 1836 | 1841 | 1846 | 1851 |
| ---- | ---- | ---- | ---- | ---- | ---- | ---- | ---- | ---- |
| 631  | 562  | 572  | 525  | 529  | 507  | 491  | 510  | 508  |

| 1856 | 1861 | 1866 | 1872 | 1876 | 1881 | 1886 | 1891 | 1896 |
| ---- | ---- | ---- | ---- | ---- | ---- | ---- | ---- | ---- |
| 506  | 500  | 505  | 502  | 502  | 497  | 531  | 486  | 506  |

| 1901 | 1906 | 1911 | 1921 | 1926 | 1931 | 1936 | 1946 | 1954 |
| ---- | ---- | ---- | ---- | ---- | ---- | ---- | ---- | ---- |
| 456  | 429  | 462  | 435  | 474  | 463  | 423  | 405  | 451  |

| 1962 | 1968 | 1975 | 1982 | 1990 | 1999  | 2006  | 2007  | 2012  |
| ---- | ---- | ---- | ---- | ---- | ----- | ----- | ----- | ----- |
| 521  | 491  | 798  | 750  | 925  | 1 131 | 1 131 | 1 131 | 1 107 |

| 2017  | 2022  | - | - | - | - | - | - | - |
| ----- | ----- | - | - | - | - | - | - | - |
| 1 076 | 1 113 | - | - | - | - | - | - | - |

#### Pyramide des âges
En 2018, le taux de personnes d'un âge inférieur à 30 ans s'élève à 29,7 %, soit en dessous de la moyenne départementale (38 %). À l'inverse, le taux de personnes d'âge supérieur à 60 ans est de 30,8 % la même année, alors qu'il est de 21,7 % au niveau départemental.
En 2018, la commune comptait 533 hommes pour 536 femmes, soit un taux de 50,14 % de femmes, légèrement inférieur au taux départemental (51,32 %).
Les pyramides des âges de la commune et du département s'établissent comme suit.
| Hommes | Classe d’âge | Femmes |
| ------ | ------------ | ------ |
| 0,4    | 90 ou +      | 0,6    |
| 7,6    | 75-89 ans    | 8,3    |
| 22,8   | 60-74 ans    | 22,1   |
| 23,7   | 45-59 ans    | 24,1   |
| 14,5   | 30-44 ans    | 16,7   |
| 13,7   | 15-29 ans    | 13,4   |
| 17,4   | 0-14 ans     | 14,8   |

| Hommes | Classe d’âge | Femmes |
| ------ | ------------ | ------ |
| 0,6    | 90 ou +      | 1,4    |
| 6      | 75-89 ans    | 7,8    |
| 13,5   | 60-74 ans    | 14,8   |
| 20,7   | 45-59 ans    | 20,1   |
| 19,6   | 30-44 ans    | 19,9   |
| 18,5   | 15-29 ans    | 16,8   |
| 21,2   | 0-14 ans     | 19,2   |

### Monument historique

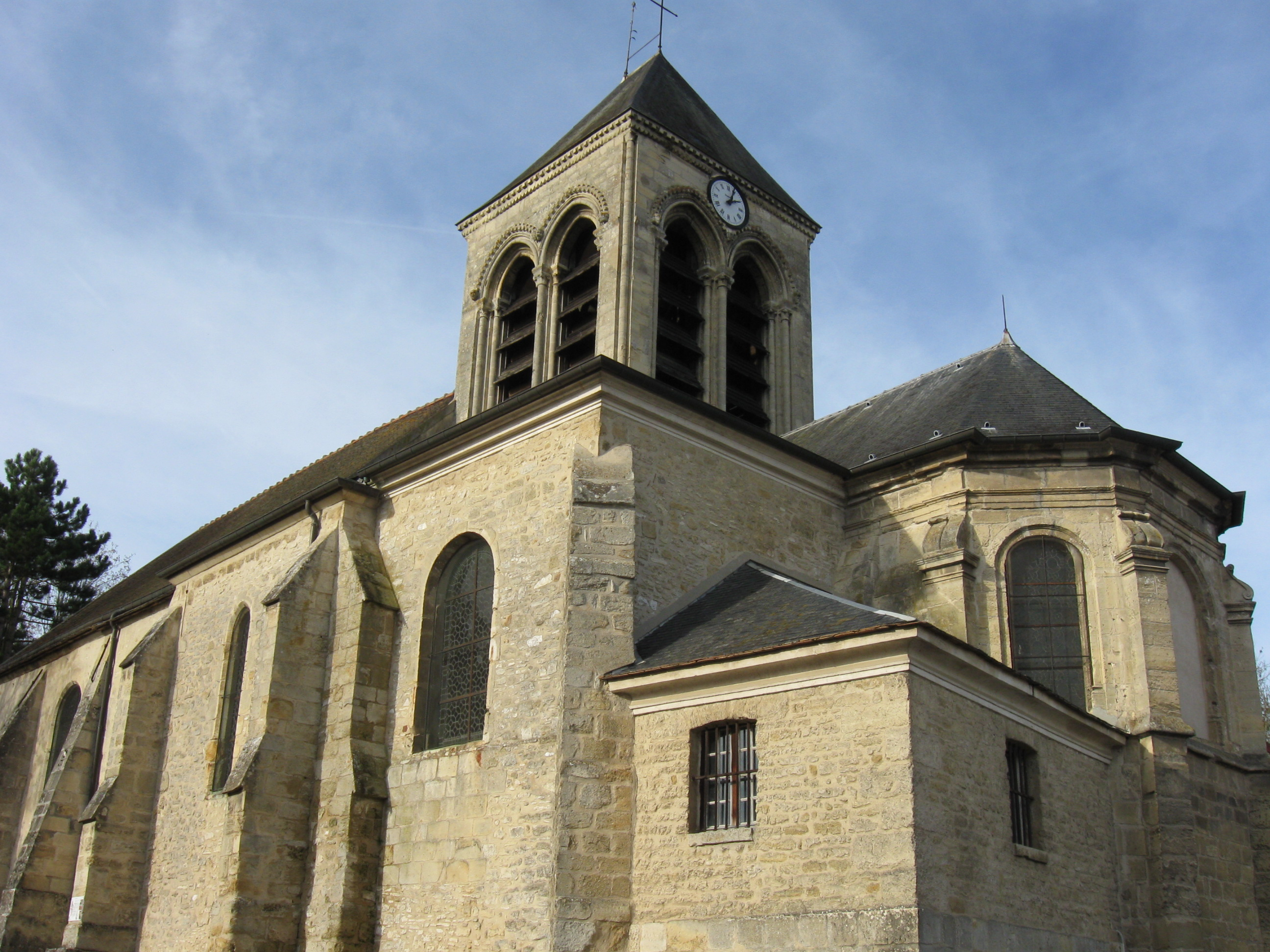
L'église Saint-Séverin.

## Économie
- Agriculture.
- Commune résidentielle

## Culture locale et patrimoine

### Lieux et monuments
- Église Saint-Séverin, rue de l'Église (classée monument historique par arrêté du 8 janvier 1932[27]).

Elle a été fondée en 1127, mais seul le mur nord de la nef subsiste de cette époque. L'édifice s'articule autour d'un transept de la première période gothique, dont la croisée du transept sert de base au clocher central, et surprend par la cohabitation entre des arcs-doubleaux de facture romane, et des chapiteaux de crochets déjà assez évolués, qui ne sont pas antérieurs à la fin du XIIe siècle. À l'est du transept, le chœur se compose d'une travée carrée de la même époque, mais largement remaniée, et d'une abside polygonale de la Renaissance, qui n'est remarquable que pour le retable de pierre baroque qu'elle contient, et son décor à l'extérieur.
Des chapelles latérales inégales occupent les angles entre les croisillons du transept et le chœur. Celle du nord devrait dater du XIIIe siècle, et présente une architecture gothique un peu rustique, et celle du nord affiche le style de la fin de la période flamboyante, peu avant le milieu du XVIe siècle, et se signale par une voûte à liernes et tiercerons agrémentée de quatre clés pendantes. À l'ouest du transept, l'on trouve un double vaisseau de trois travées de longueur, dans l'axe du carré du transept et du croisillon sud. Voûtés à la même hauteur, la nef et son collatéral sont de style flamboyant, et assez représentatifs de la reconstruction postérieure à la guerre de Cent Ans dans le Vexin français.
À l'extérieur, l'abside, et à plus forte raison, l'élégant petit clocher gothique, constituent les éléments les plus emblématiques de l'église.
- Le « Moulin brûlé », sur la Montcient, à l'ouest du village.

Ancien moulin à eau du XIXe siècle. On peut voir encore une roue métallique à augets installée en 1956.

### Personnalités liées à la commune
- Comte de Micoud Vente à son décès au château de Oinville (1787)[29].
- Jean-Baptiste Devuns, avocat, en fut propriétaire et l'habita de 1862 à 1873 avec sa famille dont Marthe de Noaillat, sa fille[30].
- Pierre Mornand (1884-1972), écrivain, et son épouse Germaine Mornand née Poidatz, propriétaires du château d'Oinville de 1923 à 1948[31].
- Henri Mornand[32]. Le Figaro du 7 aout 1929 n° 219 « Henri Mornand au Château d'Oinville », idem dans Le Figaro 1930 n° 233. « Mme Henri Mornand au Château d'Oinville » Le Figaro 6 aout 1931 n° 218.
- Jean-Denis Maillart (1913-2004), peintre, et son épouse Jacqueline Maillart, née Mornand, propriétaires du château d'Oinville de 1948 à 1967, inhumés au cimetière de Oinville[33].
- Marcelle Deloron (1928 -2021) artiste peintre, Prix de Rome, avait un atelier à Oinville.
- Gotaga y a vécu y étant jeune[34], comme sa soeur Mel l'a annoncé dans le stream de Zack Nani.